# داا (تانزانیا)

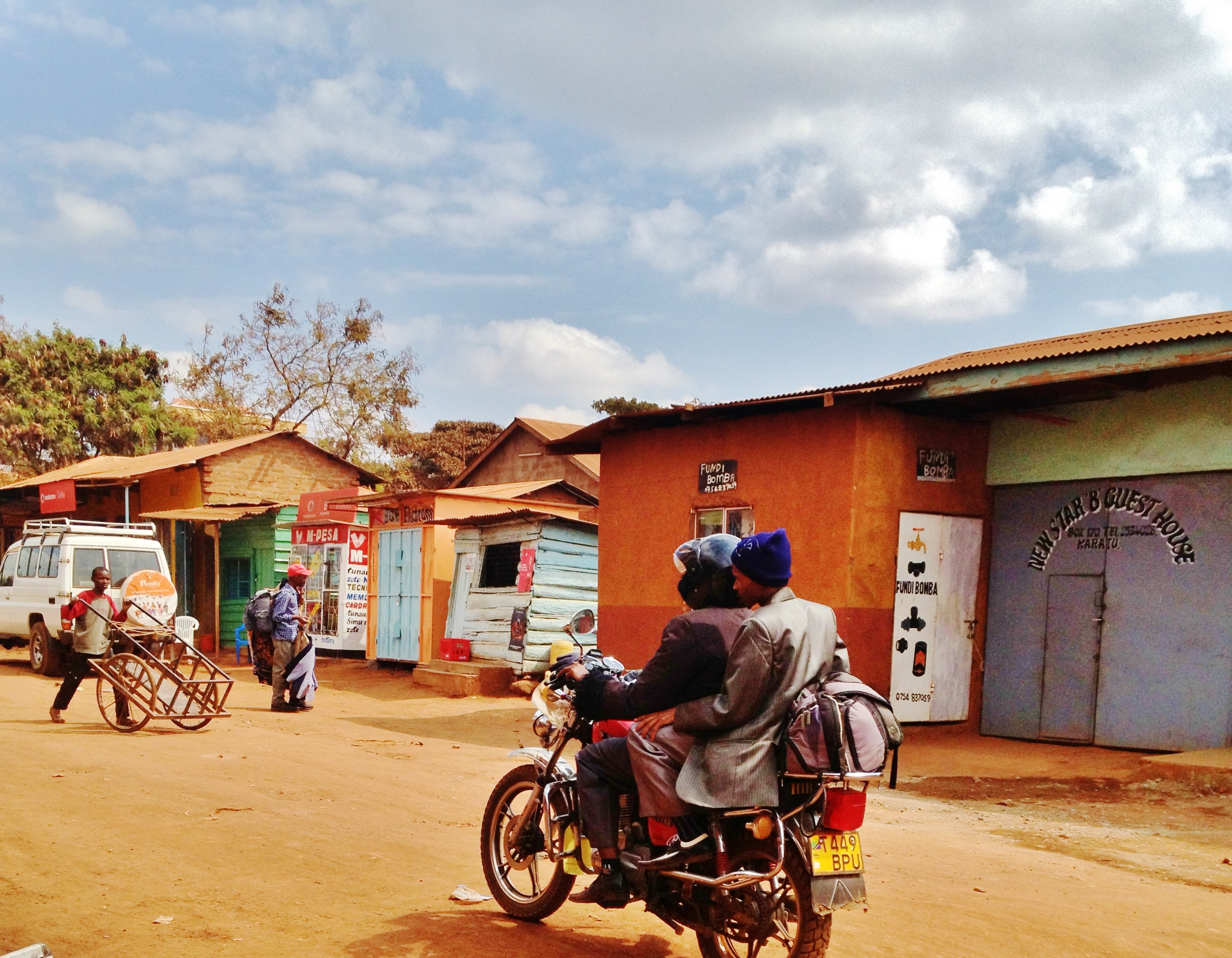
نمایی از شهرستان کاراتو، توابع استان آروشا، تانزانیا - ۲۰۱۳

داا یک بخش اداری در شهرستان کاراتو از توابع استان آروشا در کشور تانزانیا است. بر پایه نتایج سرشماری عمومی نفوس و مسکن که در سال ۲۰۰۲ توسط دولت تانزانیا انجام شد جمعیت این بخش بالغ بر ٨١٠٩ نفر اعلام شده‌است.